# 童·艾·納雷松野生生物保護區
童·艾·納雷松野生生物保護區為一處位於泰国的野生動物保護區，跨越達府、北碧府境內，面積3,647平方公里，成立於1972年。泰語中「童·艾·納雷松」指保護區中的大草原或疏林草原:226-229。
童·艾·納雷松野生生物保護區以及鄰近的會卡肯野生生物保護區，在1991年泰國將兩個保護區結合，以「童艾-會卡肯野生生物保護區」名稱向联合国教育、科学及文化组织申請世界遗产，獲世界遺產委員會通過，成為泰國第一個自然遗产。